# Ѝ (слово ћирилице)
Ѝ ѝ (Ѝ ѝ; искошено: Ѝ ѝ; И са грејвом) је слово које представља наглашену варијанту обичног слова И (И и) у неким ћириличним писмима, али га ниједно од њих, модерно или архаично, не укључује као посебно слово.
У језицима као што су српскохрватски, слово ѝ спада у акцентована слова, и могу се опционално користити како би се избегла забуна код хомонима.

## Повезана слова и остали слични знакови
- И и
- И́ и́
- Й й
- І і
- Ї ї

## Рачунарски кодови
| Знак                      | Ѝ                                    | Ѝ                                    | ѝ                                  | ѝ                                  |
| ------------------------- | ------------------------------------ | ------------------------------------ | ---------------------------------- | ---------------------------------- |
| Назив у Уникоду           | CYRILLIC CAPITAL LETTER I WITH GRAVE | CYRILLIC CAPITAL LETTER I WITH GRAVE | CYRILLIC SMALL LETTER I WITH GRAVE | CYRILLIC SMALL LETTER I WITH GRAVE |
| Врста кодирања            | децимална                            | хексадецимална                       | децимална                          | хексадецимална                     |
| Уникод                    | 1037                                 | U+040D                               | 1117                               | U+045D                             |
| UTF-8                     | 208 141                              | D0 8D                                | 209 157                            | D1 9D                              |
| Нумеричка референца знака | &#1037;                              | &#x40D;                              | &#1117;                            | &#x45D;                            |